# Gianfranco Pagliarulo
Gianfranco Pagliarulo (Bari, 16 settembre 1949) è un politico e giornalista italiano, dal 2020 presidente dell'Associazione Nazionale Partigiani d’Italia (ANPI).

## Biografia
Nato e cresciuto a Bari, nel 1970 Pagliarulo si trasferisce a Milano per lavoro, dove dal 1974 è funzionario della federazione milanese del Partito Comunista Italiano (PCI).
Divenuto giornalista pubblicista, nel 1980 viene nominato vicedirettore del periodico Il Metallurgico della Federazione Lavoratori Metalmeccanici di Milano.
Con lo scioglimento del PCI con la svolta della Bolognina di Achille Occhetto nel 1991, aderisce al Partito della Rifondazione Comunista, di cui diventa Responsabile della propaganda. In tali anni è direttore de Il treno, mensile della Società di Mutuo Soccorso Cesare Pozzo. Lascia il partito nel 1998 per aderire al Partito dei Comunisti Italiani.
Alle elezioni politiche del 2001, Pagliarulo viene eletto al Senato per la coalizione L'Ulivo, uno dei due rappresentanti del PdCI assieme a Luigi Marino per la XIV Legislatura. Dal giugno 2002 fino al maggio 2006 Pagliarulo è direttore del settimanale La Rinascita della sinistra, organo del PdCI.
A fine 2005 Pagliarulo aderisce all'Associazione RossoVerde di Alessio D'Amato; non viene quindi ricandidato dal PdCI alle elezioni politiche del 2006.
A luglio 2006 Pagliarulo fonda l'associazione Sinistra Rossoverde, con la quale si avvicina a Sinistra Democratica. Nel 2007 Pagliarulo entra nel Partito Democratico, da cui si distacca l'anno successivo,  abbandonando l'attività politica. Pagliarulo si impegna quindi nell'Associazione Nazionale Partigiani d'Italia. Nel 2010 ha pubblicato il romanzo L'isola.
Dal 2016 al 2021 Pagliarulo è direttore responsabile di Patria Indipendente, periodico dell'ANPI. Alla fine del 2017 è eletto come uno dei sei vicepresidenti dell'ANPI, assieme a Marisa Ombra, Vania Bagni, Piero Cossu, Emilio Ricci, Ottavio Terranova.
A seguito della scomparsa di Carla Nespolo, il 30 ottobre 2020 il comitato nazionale dell'ANPI lo designa come presidente dell'associazione, venendo riconfermato il 12 aprile 2022 dal Congresso di Riccione.

## Opere
- L'isola, Empoli, Ibiskos editrice Risolo, 2009, ISBN 9788854605442
- Antifascisti adesso : ...perché non è ancora finita, Milano, Udine, Mimesis, 2023 ISBN 9788857597331